# Lovnica
Lovnica je planina u općini Konjic, BiH. Najviši vrh planine je na 1856 m.